# Hypocrea psychrophila
Hypocrea psychrophila är en svampart som beskrevs av E. Müll., Aebi & J. Webster 1972. Hypocrea psychrophila ingår i släktet svampdynor och familjen Hypocreaceae.   Inga underarter finns listade i Catalogue of Life.